# Paus Adrianus II
Adrianus II, of Hadrianus II (Rome, 792 - sterfplaats onbekend, 14 december 872) was een telg uit een adellijke Romeinse familie. Als jongeman was hij gehuwd geweest. Hij had met zijn vrouw een dochtertje. Vrouw en kind werden echter omgebracht door Eleutherius, een broer van tegenpaus Anacletus.
Hij was al bejaard toen hij op 14 december 867 tot paus gekozen werd. Hij vernieuwde de banden met de Franken, waarmee zijn voorganger Nicolaas I in conflict was geraakt.
Adrianus stierf op 14 december 872 na een pontificaat van precies 5 jaar. Volgens geruchten werd hij vergiftigd.
Cursief: tegenpaus